# Kraftwerk Archangelsk
Das Kraftwerk Archangelsk (russisch Архангельская ТЭЦ) ist ein fossil befeuertes Kraftwerk im Norden der russischen Stadt Archangelsk. Es ist am Ufer der Kusnetschicha (Кузнечиха), einem Nebenfluss der Nördlichen Dwina, gelegen. Die mit Kraft-Wärme-Kopplung arbeitende Anlage ist der größte Produzent für Strom und Fernwärme in Archangelsk und das größte Heizkraftwerk der Oblast Archangelsk. Der Eigentümer und Betreiber ist die Territoriale Erzeugungsgesellschaft Nummer 2 (Территориальная генерирующая компания № 2, Transkription Territorijalnaja generirujuschtschaja kompanija No. 2), abgekürzt TGK-2, die neben dem Kraftwerk Archangelsk auch die beiden Heizkraftwerke in Sewerodwinsk betreibt.
Das Kraftwerk besitzt eine installierte Leistung von 450 MW und die beiden Kamine sind 150 Meter bzw. 170 Meter hoch. Der höhere Kamin dient auch als Freileitungsmast für die vom Kraftwerk abgehende 220 kV-Leitung.

## Anlage
Ende September 1970 wurde der erste Block des Heizkraftwerks mit einer Leistung von 60 MW in Betrieb genommen.
Von Mai bis Juli 2005 wurde Kessel Nr. 5 repariert und saniert, wodurch der Wirkungsgrad gesteigert und Brennstoff eingespart werden konnte.

## Umrüstung auf Erdgas
2006 wurde erstmals über eine Umrüstung des Kraftwerks von Heizöl auf Erdgas diskutiert, wodurch nicht nur die Preise für Strom und Wärme reduziert, sondern auch die Umweltsituation in der Stadt verbessert werden sollte.
Bis 2011 wurde der Bau einer Pipeline nach Archangelsk beendet, die die Anlage mit Erdgas versorgt. In den Jahren 2010 und 2011 erfolgte eine Umrüstung von vier der sechs Heizkessel im Kraftwerk Archangelsk und von drei Kesseln im Kraftwerk Sewerodwinsk von Erdöl auf Erdgas als Brennstoff, wodurch der Heizöl-Jahresverbrauch der beiden Kraftwerke um 800.000 Tonnen gesenkt werden konnte. Nach Verzögerungen bei Arbeiten an der Gasverteilerstation Talagi nördlich von Archangelsk arbeiteten am 6. April 2011 erstmals alle vier umgerüsteten Heizkessel mit Gas. Derzeit werden auch die anderen beiden Heizkessel auf Erdgas umgerüstet.

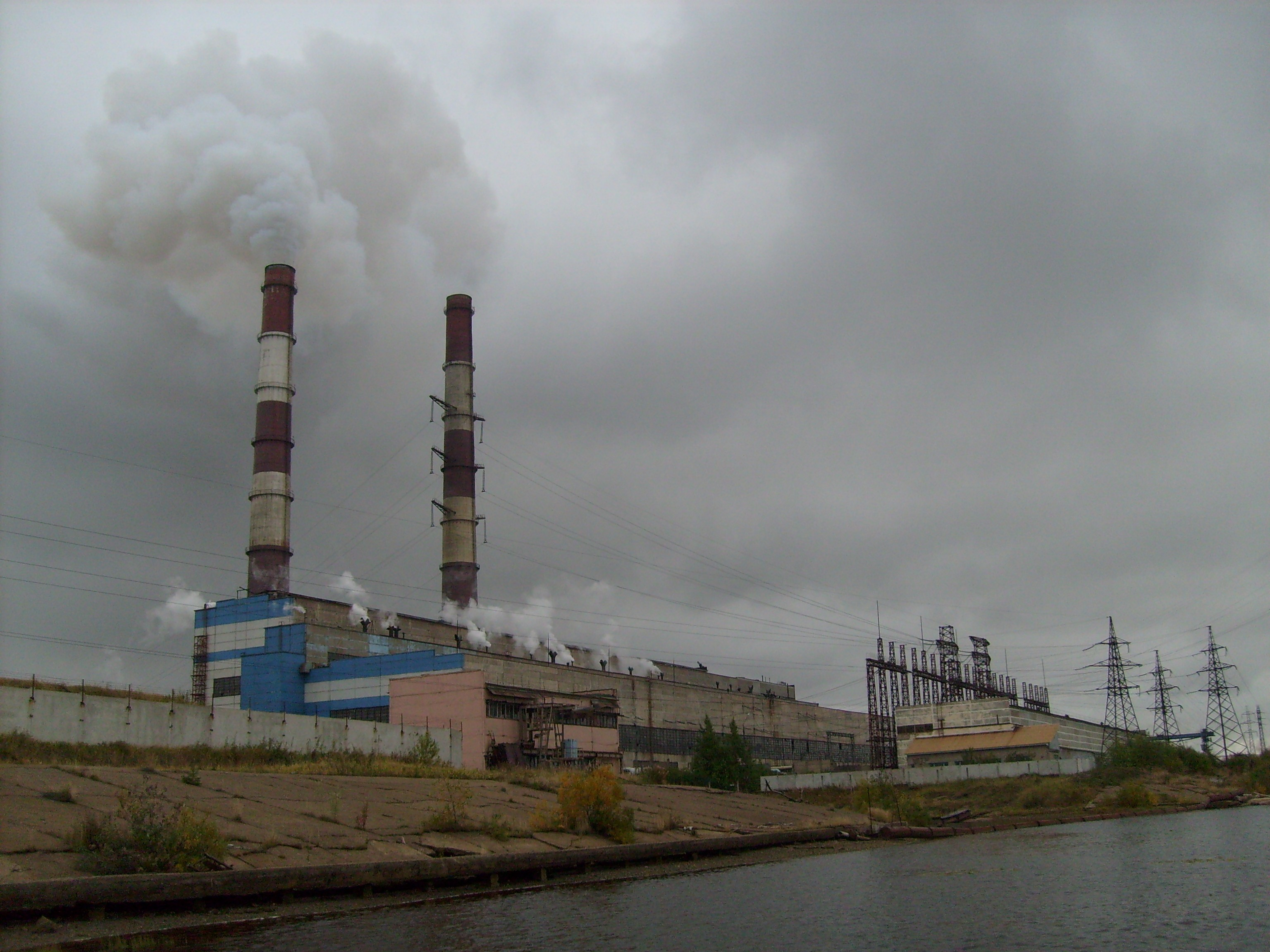
Kraftwerk Archangelsk
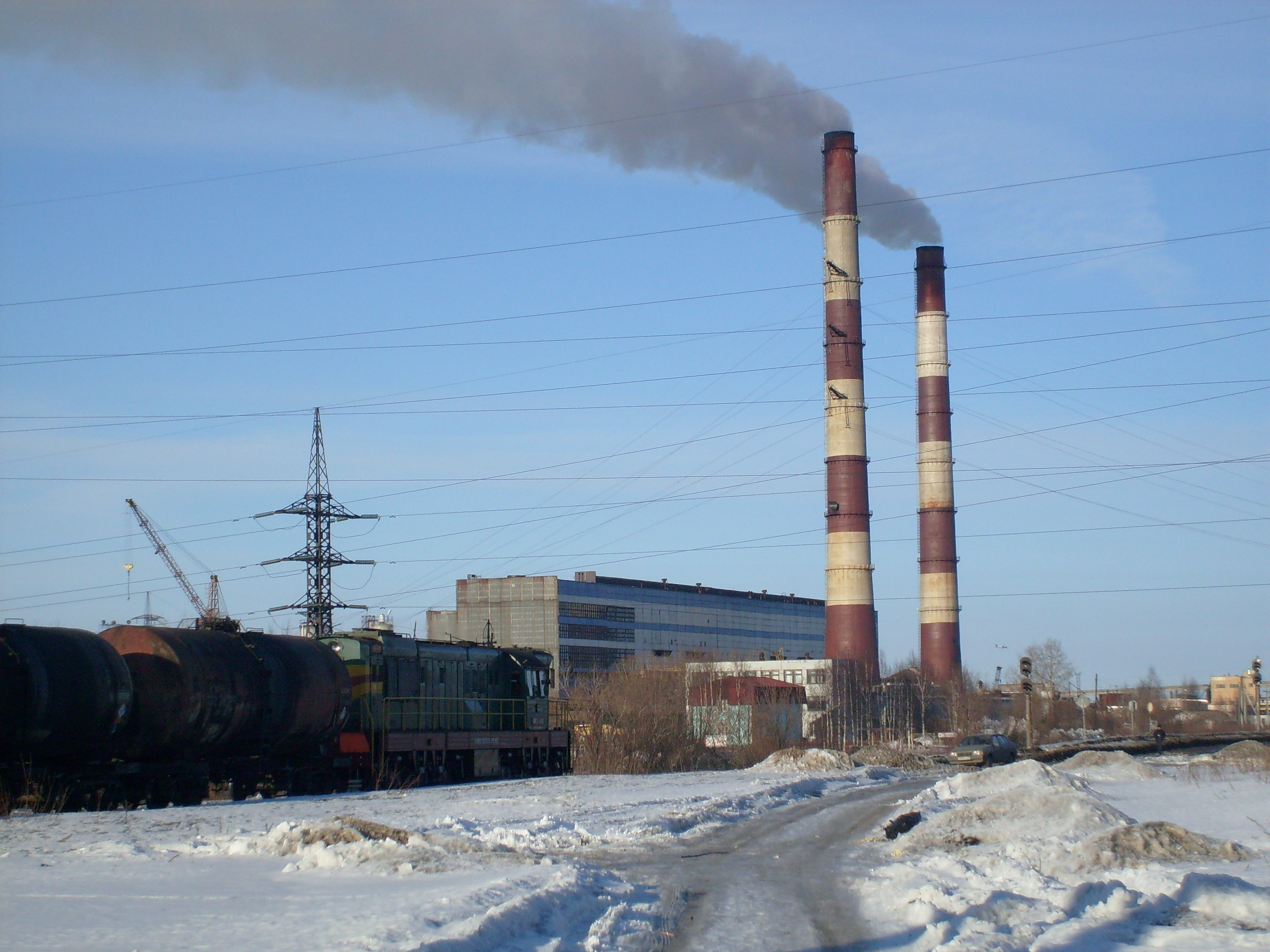
Kraftwerk Archangelsk (im Winter)